# Wonders of China
Wonders of China fue una película de Circle-Vision 360° presentada en el Epcot, Walt Disney World Resort.
La película exhibió hitos chinos famosos, además de su gente entorno y cultura. Su primera proyección fue el 1 de octubre de 1982 y la última el 25 de mayo de 2003, cuando fue remplazada por una película actualizada, Reflections of China, atracción que abrió el 23 de mayo de 2003.
Wonders of China también pudo haber sido vista en la World Premiere Circle-Vision en el teatro de Tomorrowland en Disneyland, de 1984 hasta 1996.
Keye Luke narra la película, como el filósofo Li Bai, mientras que un actor chino, Shih Kuan, se encargó del montaje en acción en vivo.